# Porzellanfabrik Schönwald

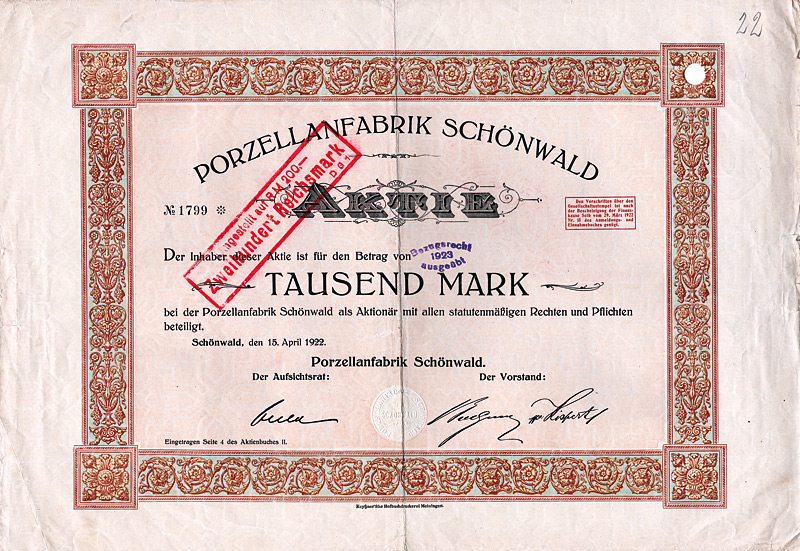
Aktie der Porzellanfabrik Schönwald über 1000 Mark vom 15. April 1922

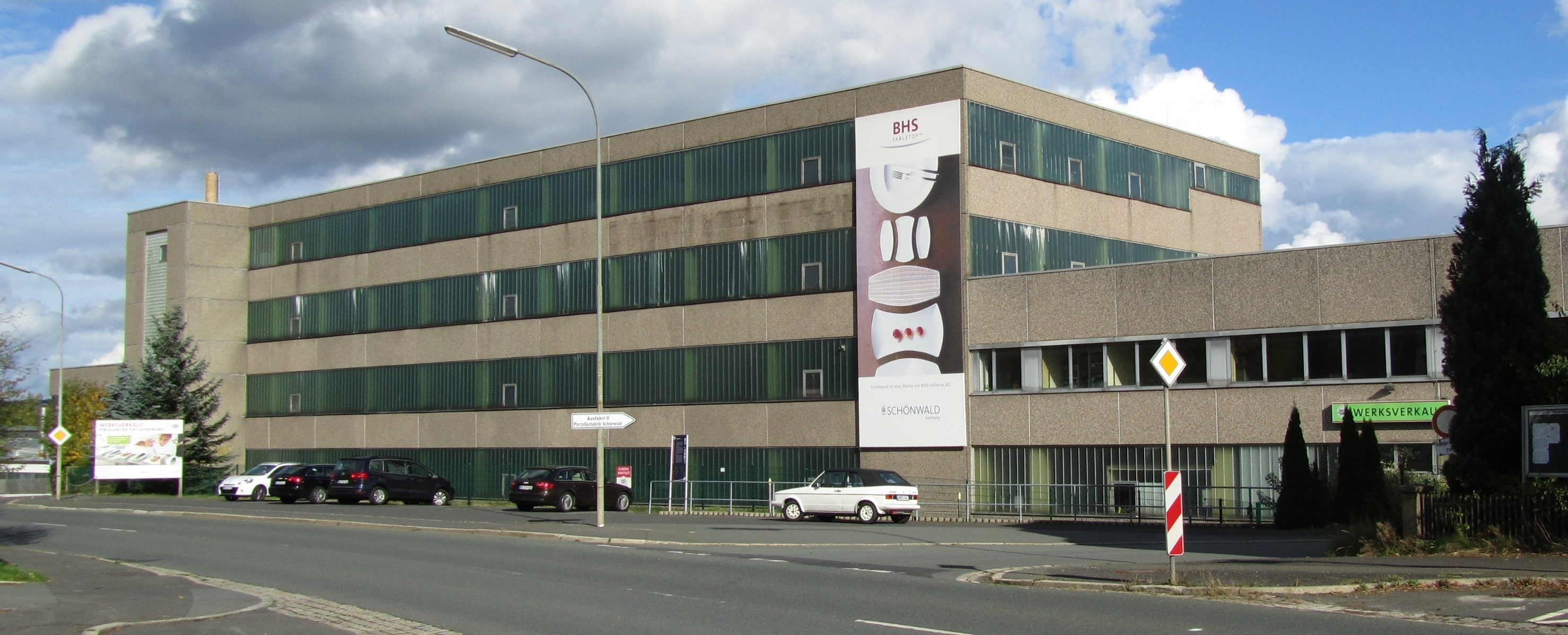
Werksverkauf in der Rehauer Straße

Die Porzellanfabrik Schönwald ist ein Werk des deutschen Porzellanherstellers BHS Tabletop. Der Weltmarktführer besitzt auch die Rechte an der Marke Schönwald. Das Unternehmen beschäftigt am Standort Schönwald in Oberfranken rund 650 Mitarbeiter. Schönwald stellt Porzellan für Hotellerie, Gastronomie und Gemeinschaftsverpflegung her. Das Sortiment umfasst über 1.100 Artikel. Beliefert werden Hotels und Restaurants, Flug- und Schifffahrtslinien, Krankenhäuser und Betriebskantinen in über 100 Ländern.

## Geschichte
Im Jahr 1879 gründete Johann Nicol Müller in Schönwald eine Porzellanfabrik, die zugleich einen wirtschaftlichen Aufschwung für den Ort bedeutete. Die Region bot alle nötigen Rohstoffe für die Porzellanherstellung: Kaolin-, Feldspat- und Quarzlagerstätten für die Porzellanmasse sowie Holz für die Ofenfeuerung. Im Jahr 1898 beschäftigte das Unternehmen bereits 340 Mitarbeiter, im gleichen Jahr wurde die Aktiengesellschaft „Porzellanfabrik Schönwald“ ins Leben gerufen. Gegen Ende des 19. Jahrhunderts spezialisierte sich Schönwald auf das Geschäftsfeld Hotelporzellan. Die Entwürfe sollten die funktionalen Anforderungen der Gastronomie erfüllen, aber an den Stil von feinerem Haushaltsporzellan erinnern.
Als sich die wirtschaftliche Gesamtlage in der zweiten Hälfte der 1920er Jahre verschlechterte, reagierte die Porzellanindustrie mit der Konzentration von Unternehmen. Auch die Porzellanfabrik Schönwald wurde in den größeren Kahla-Konzern eingegliedert. Unter den künstlerischen Leitern Hermann Gretsch (1930–1950) und Heinrich Löffelhardt (1952–1971) bestand eine enge Verbindung zum Schwesterunternehmen Arzberg.
1936 entwarf Gretsch das Hotelgeschirr Form 98. Erstmals in der Geschichte des Porzellans war eine komplett durchgearbeitete Hotelgeschirrserie auf dem Markt. 1940 wurde sie auf der VII. Triennale in Mailand mit der Goldmedaille ausgezeichnet. Sie wird bis heute produziert.
Nach der Teilung Deutschlands nahm die im Westen gelegene Hälfte des Kahla-Konzerns 1949 ihren Sitz in Schönwald. Mit Entwürfen von Heinrich Löffelhardt festigte das Unternehmen seinen Ruf, Funktionalität und gute Form miteinander zu vereinen. In den 1970er Jahren setzte der Designer Hans Theo Baumann diese Tradition fort.
1972 fusionierte die Schönwald-Mutter Kahla mit Lorenz Hutschenreuther zur Hutschenreuther AG. Diese wurde 1998 umstrukturiert und firmiert seitdem als BHS Tabletop. Am Standort Schönwald wurde vor allem in die Bereiche Produktion und Logistik investiert, 2009 wurde ein vollgefaserter Schnellbrandofen in Betrieb genommen.

## Auszeichnungen
- 1940: Form 98, Goldene Medaille International der VII. Triennale Mailand[5]
- 1957: Form 511, Goldene Medaille der XI. Triennale Mailand[5]
- 1961: Hotelgeschirr 498, Premio internazionale Vicenza[5]
- 1964: Form 611
- 1967: Hotelgeschirr 498, Premio Macef
- 1973: Rastergeschirr 2298, Bundespreis Gute Form[2]
- 1976: Hotelgeschirr 898
- 1999: Premiere, iF Design Award
- 2002: Event, red dot design award
- 2005: Signature, iF Design Award
- 2008: Wellcome, red dot design award[5]
- 2011: Grace, iF Design Award
- 2016: Allure, Designpreis der Bundesrepublik Deutschland Special[5]
- 2018: Islands, German Design Award